# Daniele Buetti

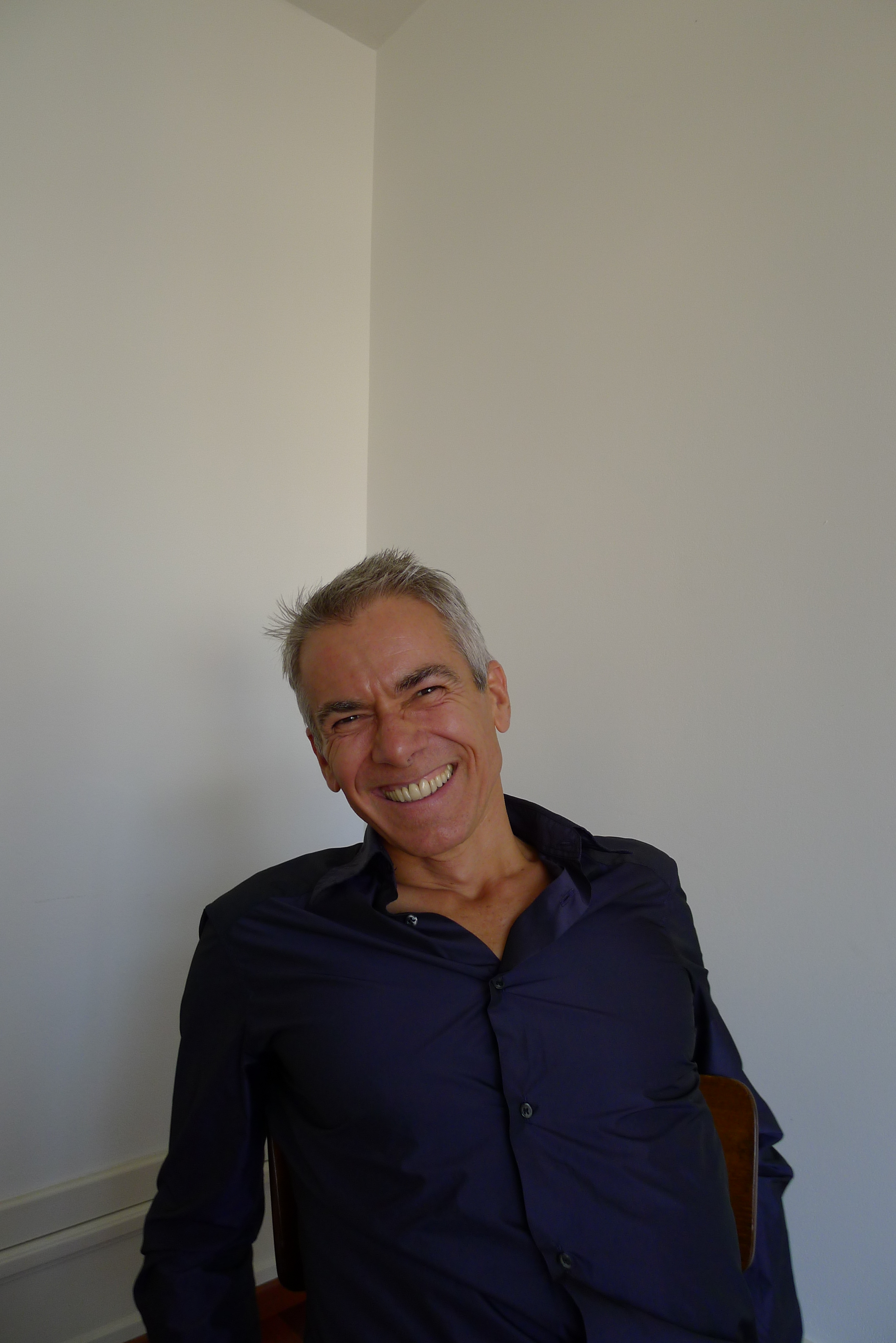
Daniele Buetti, 2011

Daniele Buetti (* 17. November 1955 in Freiburg im Üechtland) ist ein Schweizer bildender Künstler, der sich in verschiedenen Medien, hauptsächlich Installation und Intervention, ausdrückt. Seine Arbeit umfasst Fotografie, Video, Sound, Zeichnung, Skulptur sowie digital-assistierte Medien. In den 1990er Jahren wurde er mit manipulierten Fotografien von Supermodels berühmt. Seit 2004 ist er Professor an der Kunstakademie Münster. Er lebt und arbeitet in Zürich und Münster.

## Sammlungen (Auswahl)
- Kunsthaus Zürich
- Kunstmuseum Bern
- Migros Museum für Gegenwartskunst, Zürich
- MUSAC Leon
- Musée de l’Elysée, Lausanne
- Maison Européenne de la Photographie, Paris
- Museo Nacional Centro de Arte Reina Sofia, Madrid
- Kunsthaus Bregenz
- Villa Merkel, Galerie der Stadt Esslingen am Neckar, Esslingen
- Collection du F.R.A.C (Fond régional d’Art Contemporain, Provence-Alpes-côte d’Azur)
- CJ Culture Foundation, Seoul, South Korea
- Fotomuseum, Winterthur
- IVAM, Centre Julio González, Valencia
- Kolon Group, Seoul, South Korea
- Museion, Museum für Moderne Kunst, Bozen
- Museum für Kunst und Gewerbe, Hamburg
- Museum Haus Konstruktiv, Zürich
- Songeun Art & Cultural Foundation, Seoul
- Thyssen-Bornemisza Contemporary Art Foundation, Salzburg
- UBS Art Collection, Zürich
- Lehmbruck-Museum, Duisburg
- Zentrum für Kunst und Medien, Karlsruhe

## Einzelausstellungen (Auswahl)
- 2019 Are You Talking To Me? Galerie Ernst Hilger, Wien
- 2018 Are You Talking To Me? Bernhard Knaus Fine Art, Frankfurt[1]
- 2015 Daniele Buetti - Hey, What Does Idk Mean? - Hilger NEXT, Wien
- 2015 Daniele Buetti - FELDBUSCHWIESNER, Berlin
- 2014 Daniele Buetti: It’s All in the Mind, Schirn Kunsthalle, Frankfurt[2].
- 2014 Flags, Bernhard Knaus Fine Art, Frankfurt[3]
- 2012 garcon l´addition!, Bernhard Knaus Fine Art, Frankfurt[4]
- 2012 Galerie Ernst Hilger, Wien
- 2010 Aeroplastics Contemporary, Brüssel
- 2010 Guidi & Schoen Gallery, Genova
- 2008 Swiss Institute for Contemporary Art, New York (Kat.)
- 2008 Kunsthalle Recklinghausen (Kat.)
- 2008 Kunstmuseum Mülheim an der Ruhr (Kat.)
- 2008 The Columns Gallery, Seoul, Korea (in Kooperation mit Bernhard Knaus Fine Art), (Kat.)
- 2008 Galerie Haunch of Venison, Zürich
- 2007 Maybe you can be one of us, Bernhard Knaus Fine Art, Frankfurt[5]
- 2007 Wolfsberg Art Forum, Wolfsberg
- 2007 Galerie der Stadt Wels
- 2005 Galerie Sfeir-Semler, Hamburg
- 2005 Galerie Reinhard Hauff, Stuttgart
- 2005 Kunstraum, Innsbruck
- 2005 Galeria Distrito 4, Madrid
- 2004 FRAC, Fonds Régional d’Art Contemporain, Marseille (Kat.)
- 2004 Museum Henie Onstad, Hovikodden, Oslo, (Kat.)
- 2003 Naturtrüb, Kunstverein Freiburg, Freiburg i. Br., (Kat.)
- 2003 Helmhaus, Zürich, (Kat.)
- 2003 FRAC, Fonds Régional d’Art Contemporain, Marseille
- 2003 Does time dance with memories, Galerie Bernhard Knaus, Mannheim[6]
- 2002 Aeroplastics Contemporary, Brüssel, (Kat.)
- 2002 Galerie Reinhard Hauff, Stuttgart
- 2002 Galerie Sfeir-Semler, Hamburg
- 1999 Museo Nacional Centro de Arte Reina Sofia, Madrid (Kat.)
- 1998 Maison Européenne de la Photographie, Paris
- 1998 Kunstverein Ulm, Ulm, (Kat.)
- 1997 Saint-Gervais, Geneva
- 1997 Musée de l’Elysée, Lausanne
- 1997 Bartók 32 Galéria, Budapest
- 1997 ACE Gallery, Los Angeles
- 1997 CAN, Centre d’Art Neuchâtel, Neuchâtel
- 1996 Kunsthalle Palazzo, Liestal, (Kat.) (mit A. Amadio)
- 1994 Kleines Helmhaus, Zürich, (Kat.)
- 1992 Künstlerhaus Bethanien, Berlin, (Kat.)

## Gruppenausstellungen (Auswahl)
- 2020 imPERFEKT, MEWO Kunsthalle, Memmingen
- 2019 SITUATIONS/Deviant, Fotomuseum Winterthur, Winterthur, Schweiz
- 2019 Inside – Out. Konstruktionen des Ichs, Kunstmuseum Wolfsburg, Wolfsburg
- 2019 Von Kopf bis Fuß. Menschenbilder im Fokus der Sammlung Würth, Forum Würth, Rorschach, CH
- 2019 Von der süddeutschen Moderne zur internationalen Gegenwartskunst, Die Daimler Art Collection am Standort Stuttgart-Untertürkheim, Daimler AG, Stuttgart-Untertürkheim
- 2019 Spiegelungen | FlächenTiefenSelbsbetrachtungen, Gallery Nosbaum Reding, Luxemburg
- 2019 Biennale Kulturort Weiertal «Paradise, lost» nahe Winterthur, Schweiz
- 2018 Fashion Drive. Extreme Mode in der Kunst, Kunsthaus Zürich
- 2018 Gemeinsam Geschichte(n) schreiben, Fotomuseum Winterthur
- 2018 Jardin des Planètes, Littmann Kulturprojekte, Basel
- 2018 Lichtempfindlich 2, Fotografie Aus Der Sammlung Schaufler - SCHAUWERK Sindelfingen, Sindelfingen
- 2017 Communities, Rules and Rituals, Migros Museum für Gegenwartskunst, Zürich, Schweiz
- 2017 Welt Offen, (kuratiert von Harald Kröner), Städtische Galerie Pforzheim
- 2016 Mir ist das Leben lieber , Sammlung Reydan Weiss, Museum für Moderne Kunst, Weserburg, Bremen
- 2016 Fotografische Sammlung - erster Teil, Schloss Kummerow, Kummerow
- 2013 Alienation/Estrangement, Elgiz Museum of Contemporary Art, Istanbul
- 2013 Crossing Media - Der Kunst die Bühne, Villa Merkel, Esslingen
- 2013 Gestochen Scharf, Museum Villa Rot, Burgrieden-Rot
- 2012 Images of Love/Love of the images 8th International Biennial of Photography and Visual Arts MAMAC, Musée d´Art moderne et d´Art contemporain de la Ville de Liège, Belgium
- 2012 sentieri erranti, Museo Cantonale d’Arte, Lugano
- 2012 Mittendrin, Randvoll mit Kunst, Kunstverein Ulm
- 2012 Junge Menschen, Fotomuseum Winterthur
- 2012 From Head to Toe, Kunsthalle Würth, Schwäbisch Hall
- 2011 review / preview, 10 years, Bernhard Knaus Fine Art, Frankfurt
- 2011 The weighty body, Museum Dr. Guislain, Gent
- 2011 Beauty Culture, The Annenberg Space for Photography, Los Angeles
- 2011 Art & Stars & Cars, Mercedes-Benz-Museum, Stuttgart, cat.
- 2011 Die phantastischen Vier & Special Friends, HausKonstruktiv, Zürich
- 2010 Press Art - Sammlung Annette und Peter Nobel, Museum der Moderne Salzburg, Salzburg
- 2011 75/65 Der Sammler, das Unternehmen und seine Kollektion, Museum Würth, Künzelsau
- 2011 Compilation, Bernhard Knaus Fine Art, Frankfurt am Main
- 2010 PRESS ART - Werke aus der Sammlung Annette und Peter Nobel, Kunstmuseum St. Gallen
- 2009 Bildschön, Schönheitskult in der aktuellen Kunst, Städtische Galerie Karlsruhe
- 2008 Radical Advertising, NRW-Forum, Düsseldorf
- 2008 Dressing the Message, Sprengel Museum Hannover
- 2007 Collection, Migros Museum für Gegenwartskunst
- 2007 Die Präsenzproduzenten, Columbus Art Foundation, Kunsthalle Ravensburg
- 2006 DIE JUGEND VON HEUTE, Schirn Kunsthalle, Frankfurt
- 2006 Designing Truth, Lehmbruck Museum, Duisburg
- 2005 Les grands spectacles, Museum der Moderne, Salzburg, (Kat.)
- 2005 Baroque and Neobaroque, Contemporary Art Center, Salamanca, (Kat.)
- 2005 Der Traum vom Ich, der Traum von der Welt, Fotomuseum, Winterthur
- 2005 Just do it!, Lentos Kunstmuseum, Linz, (Kat.)
- 2005 Coolhunters, ZKM, Museum für Neue Kunst, Karlsruhe
- 2005 Emergencies, MUSAC, Museo de Arte Contemporaneo De Castilla y Leòn, (Kat.)
- 2005 Zwischen Tür und Angel, Westfälisches Landesmuseum für Kunst und Kulturgeschichte, Münster, (Kat.)
- 2004 Gegen den Strich, Kunsthalle Baden-Baden, (Kat.)
- 2004 Flirts, Kunst und Werbung, Museum für Moderne Kunst, Bozen, (Kat.)
- 2004 About Face, Photography and the Death of the Portrait, Hayward Gallery, London, (Kat.)
- 2003 Talking Pieces, Städtisches Museum Leverkusen Schloss Morsbroich, Leverkusen, (Kat.)
- 2003 Durchzug / Draft, Kunsthalle Zürich, Zürich, (Kat.)
- 2003 Fucking Trendy, Kunsthalle Nürnberg, Nürnberg, (Kat.)
- 2002 The DaimlerChrysler Collection, Museum für neue Kunst, Karlsruhe
- 2001 Close Up, Kunstverein Hannover, Hannover, (Kat.)
- 2001 Kunstpreis der Böttcherstrasse, Kunsthalle Bremen, Bremen, (Kat.)
- 2001 Transit, Kunstverein Freiburg, Freiburg i. Br.
- 2000 Reality Bytes – Der medial vermittelte Blick, Kunsthalle Nürnberg, Nürnberg, (Kat.)
- 2000 Close Up, Kunstverein Freiburg, Freiburg / Kunsthaus Baselland, Muttenz, (Kat.)
- 2000 Von Angesicht zu Angesicht. Mimik – Gebärden – Emotionen, Städtisches Museum Leverkusen Schloss Morsbroich, Leverkusen, (Kat.)
- 2000 Körper, Hüllen, Oberflächen, Museum für Kunst und Gewerbe, Hamburg
- 2000 Logos, Anuncios y Cintas de Video, Galerie Helga de Alvear, Madrid
- 2000 Let’s be Friend, migros Museum für Gegenwartskunst, Zürich, (Kat.)
- 1999 Disidentico – maschile femminile e oltre..., Museo di Castelnuovo, Neapel
- 1999 Bad-Bad – That is a good excuse, Staatliche Kunsthalle Baden-Baden, Baden-Baden, (Kat.)
- 1999 Unsichere Grenzen, Kunsthalle zu Kiel, Kiel, (Kat.)
- 1999 Lord of the Rings, Provincial Centrum voor Beeldende Kunst, Hasselt, (Kat.)
- 1999 Le Repubbliche dell'Arte, Palazzo delle Papesse, Sienna, (Kat.)
- 1999 Peace, migros Museum für Gegenwartskunst, Zürich, (Kat.)
- 1998 freie sicht aufs mittelmeer... junge schweizer kunst, Kunsthaus Zürich, Zurich / Schirn-Kunsthalle Frankfurt a. M., (Kat.)
- 1998 Life Style, Kunsthaus Bregenz, Bregenz
- 1998 Swiss Contemporary Art, Sung-Gok Art Museum, Seoul, (Kat.)
- 1997 Disaster and Recovery, Swiss Institute, New York
- 1996 Bilderzauber, Fotomuseum Winterthur, Winterthur, (Kat.)
- 1996 Radikale Bilder, 2nd Austrian Triennial on Photography, Neue Galerie am Landesmuseum Joanneum, Graz, (Kat.)
- 1995 Der zweite Blick, Haus der Kunst, München, (Kat.)
- 1994 Fet a Europa, Centro de Cultura, Valencia, (Kat.)
- 1993 Vues, Cité Internationale des Arts, Paris